# Moulin de la Plaine

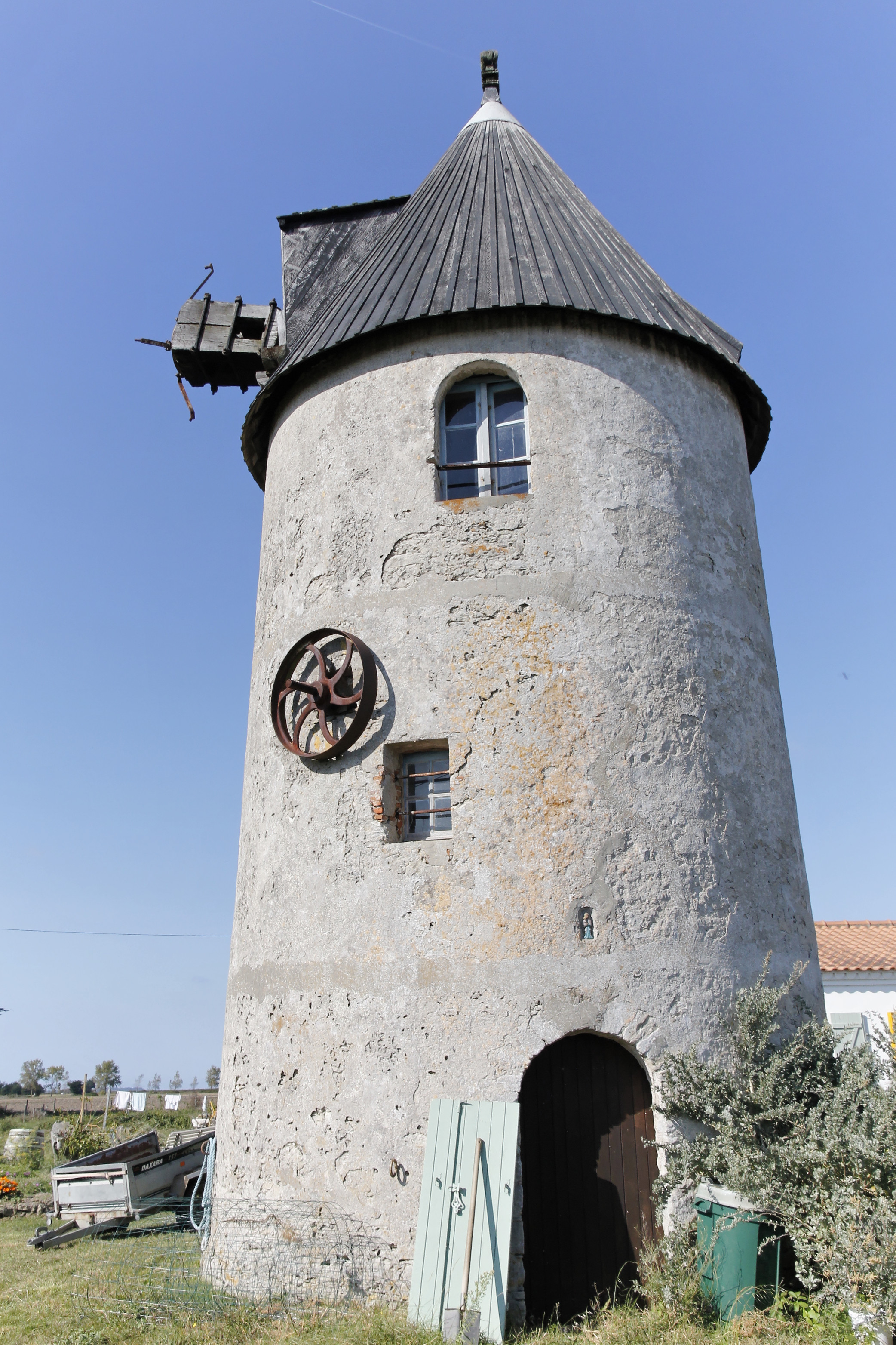
Moulin de la Plaine in Barbâtre

Die Moulin de la Plaine in Barbâtre, einer französischen Gemeinde im Département Vendée in der Region Pays de la Loire, wurde 1857 errichtet. Die ehemalige Windmühle an der Rue des Polders Nr. 21 wurde im Jahr 1977 als Monument historique in die Liste der denkmalgeschützten Bauwerke (Base Mérimée) in Frankreich aufgenommen.
Die Getreidemühle war eine von 25 Mühlen auf der Île de Noirmoutier, die vom Wind sehr begünstigt waren. Die meisten wurden zu Wohnungen oder Hotelzimmern umgenutzt.
Die Moulin de la Plaine besitzt keine Flügel mehr und wird als Wohnung genutzt.